# Claudio Bigagli
Claudio Bigagli (Montale, 8 dicembre 1955) è un attore, drammaturgo, regista e sceneggiatore italiano.

## Biografia
Nato a Montale, in provincia di Pistoia, si è diplomato presso l'Accademia nazionale d'arte drammatica, per poi iniziare la carriera teatrale nelle file della compagnia di Dario Fo. Ha lavorato con grandi attori e registi italiani, nelle vesti di interprete e di sceneggiatore. Nel 1989 ha preso parte ai film La fine della notte e Piccoli equivoci. È stato uno dei protagonisti del film premio Oscar Mediterraneo di Gabriele Salvatores. Nel 2021 ha partecipato al film Maledetta primavera.

## Filmografia

### Cinema
- Al piacere di rivederla, regia di Marco Leto (1976)
- Zio Adolfo in arte Führer, regia di Castellano e Pipolo (1978)
- Atsalut pader, regia di Paolo Cavara (1979)
- John Travolto... da un insolito destino, regia di Neri Parenti (1979)
- Bim bum bam, regia di Aurelio Chiesa (1981)
- La notte di San Lorenzo, regia di Paolo e Vittorio Taviani (1982)
- Tu mi turbi, regia di Roberto Benigni (1983)
- Kaos, regia di Paolo e Vittorio Taviani (1984)
- Bianca, regia di Nanni Moretti (1984)
- Domani accadrà, regia di Daniele Luchetti (1988)
- La fine della notte, regia di Davide Ferrario (1989)
- Piccoli equivoci, regia di Ricky Tognazzi (1989)
- Mediterraneo, regia di Gabriele Salvatores (1991)
- La cattedra, regia di Michele Sordillo (1991)
- Bonus Malus, regia di Vito Zagarrio (1993)
- Fiorile, regia di Paolo e Vittorio Taviani (1993)
- Mille bolle blu, regia di Leone Pompucci (1993)
- La bella vita, regia di Paolo Virzì (1994)
- Pasolini, un delitto italiano, regia di Marco Tullio Giordana (1995)
- Italiani, regia di Maurizio Ponzi (1996)
- Mi fai un favore, regia di Giancarlo Scarchilli (1997)
- Santo Stefano, regia di Angelo Pasquini (1997)
- Il guerriero Camillo, regia di Claudio Bigagli (1999)
- Concorrenza sleale, regia di Ettore Scola (2001)
- Commedia sexy, regia di Claudio Bigagli (2001)
- Verso nord, regia di Stefano Reali (2003)
- Tre metri sopra il cielo, regia di Luca Lucini (2004)
- Le rose del deserto, regia di Mario Monicelli (2006)
- Ho voglia di te, regia di Luis Prieto (2007)
- Tutte le donne della mia vita, regia di Simona Izzo (2007)
- Scrivilo sui muri, regia di Giancarlo Scarchilli (2007)
- C'è chi dice no, regia di Giambattista Avellino (2011)
- La gente che sta bene, regia di Francesco Patierno (2014)
- L'amore non perdona, regia di Stefano Consiglio (2014)
- L'Universale, regia di Federico Micali (2016)
- Ci vuole un fisico, Regia di Alessandro Tamburini (2018)
- Thanks!, regia di Gabriele Di Luca (2019)
- Cicha ziemia, regia di Agnieszka Woszczyńska (2021)
- Appunti di un venditore di donne, regia di Fabio Resinaro (2021)
- La svolta, regia di Riccardo Antonaroli (2021)
- Leonora addio, regia di Paolo Taviani (2022)
- La mia ombra è tua, regia di Eugenio Cappuccio (2022)
- Come può uno scoglio, regia di Gennaro Nunziante (2023)

### Televisione
- Aeroporto internazionale – serie TV (1987)
- Il padre di mia figlia, regia di Livia Giampalmo – film TV (1997)
- Una famiglia in giallo, regia di Alberto Simone – serie TV (2005)
- Noi due, regia di Massimo Coglitore – film TV (2008)
- Provaci ancora prof! – serie TV (2005-2012)
- Nero Wolfe, regia di Riccardo Donna – serie TV, episodio Scacco al Re (2012)
- I delitti del BarLume – serie TV (dal 2013)
- Don Matteo 9, regia di Monica Vullo – serie TV, episodio Testimone d'accusa (2014)
- Qualunque cosa succeda, regia di Alberto Negrin – miniserie TV (2014)
- I misteri di Laura – serie TV (2015)
- Il nome della rosa (The Name of the Rose), regia di Giacomo Battiato – miniserie TV, 4 puntate (2019)
- The New Pope – serie TV (2020)
- Fosca Innocenti, regia di Fabrizio Costa e Giulio Manfredonia – serie TV (2022-2023)
- Un'estate fa, regia di Davide Marengo e Marta Savina – miniserie TV, 5 puntate (2023)
- Libera, regia di Gianluca Mazzella – serie TV (2024)
- M. Il figlio del secolo, regia di Joe Wright – miniserie TV, puntate 1-4 (2025)

### Regista e sceneggiatore
- Il guerriero Camillo (1999)
- Commedia sexy (2001)

### Sceneggiatore
- Piccoli equivoci, regia di Ricky Tognazzi (1989)

## Riconoscimenti
- Nastro d'argento
  - 1994 – Candidatura al migliore attore non protagonista per Fiorile

- Ciak d'oro
  - 1990 – Candidatura alla migliore sceneggiatura per Piccoli equivoci